# حسين كريمي (لاعب كرة قدم)
حسين كريمي (22 مارس 1992 في إيران - ) هو لاعب كرة قدم إيراني في مركز الوسط. لعب مع نادي بيكان ونادي راه آهن ونادي فجر شهيد سباسي ونادي مشكي بوشان.

## وصلات خارجية
- حسين كريمي على موقع قاعدة بيانات كرة القدم.إي يو (الإنجليزية)